# Huracà Greta–Olivia
Huracà Greta-Olivia va ser un huracà de categoria 4 que va travessar l'Amèrica Central, canviant de nom en arribar en les aigües del Pacífic Est durant la temporada d'huracans de l'Atlàntic i del Pacífic de 1978. Greta amenaçava repetir els efectes devastadors que l'huracà Fifi havia provocat només feia quatre anys, tanmateix l'huracà només va causar un total de 5 morts. Greta és un dels pocs huracans que ha aconseguit creuar d'una conca a un altre.